# Droga krajowa B172 (Niemcy)
Droga krajowa 172 (niem. Bundesstraße 172, B 172) – niemiecka droga krajowa przebiegająca  z zachodu na wschód od Drezna, gdzie krzyżuje się z wieloma drogami krajowymi i autostradami do granicy z Czechami koło Schmilka w Saksonii. W czasach istnienia NRD była oznaczana jako Fernverkehrsstraße 172 oraz stanowiła jedną z dróg tranzytowych tego kraju.

## Odgałęzienia i łączniki
Arteria posiada kilka odgałęzień:
| Oznaczenie | Opis |
| ---------- | --- |
| B172a      | Droga krajowa 172a (niem. Bundesstraße 172a, B 172a) – ok. 5 km, przebiegające z zachodu na wschód, połączenie Pirny z autostradą A17 na węźle Pirna i ok. 3 km kontynuacja w kierunku północnym jako zachodnia obwodnica Pirny. Droga jest częściowo czteropasmowa. |
| B172b      | Droga krajowa 172b (niem. Bundesstraße 172b, B 172b) – południowa obwodnica Pirny, o długości 3,8 km. W budowie od 3 sierpnia 2017 roku. |